# Boucau
Boucau település Franciaországban, Pyrénées-Atlantiques megyében. Lakosainak száma 8934 fő (2022. január 1.). Boucau Bayonne, Tarnos és Anglet községekkel határos.

## Népesség
A település népességének változása:
| Lakosok száma | 7762 | 7837 | 7950 | 8359 | 8350 | 8489 | 8627 | 8764 | 8809 | 8934 |
|               | 2010 | 2013 | 2015 | 2016 | 2017 | 2018 | 2019 | 2020 | 2021 | 2022 |